# Giuseppe Valadier

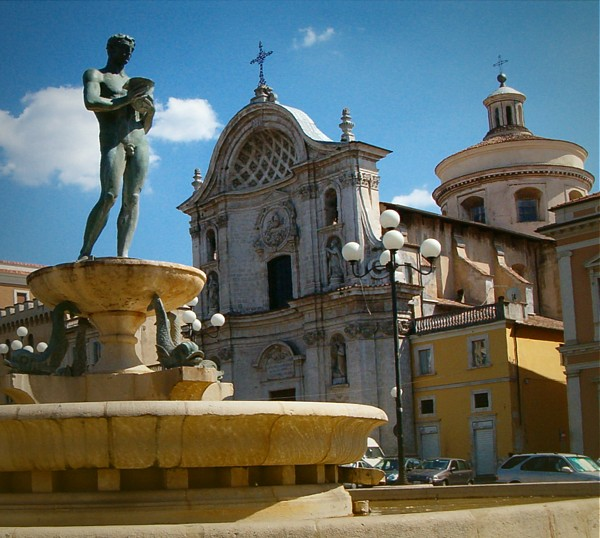
De Santa Maria del Suffragio (L'Aquila) met een neoclassicistische koepel van Giuseppe Valadier

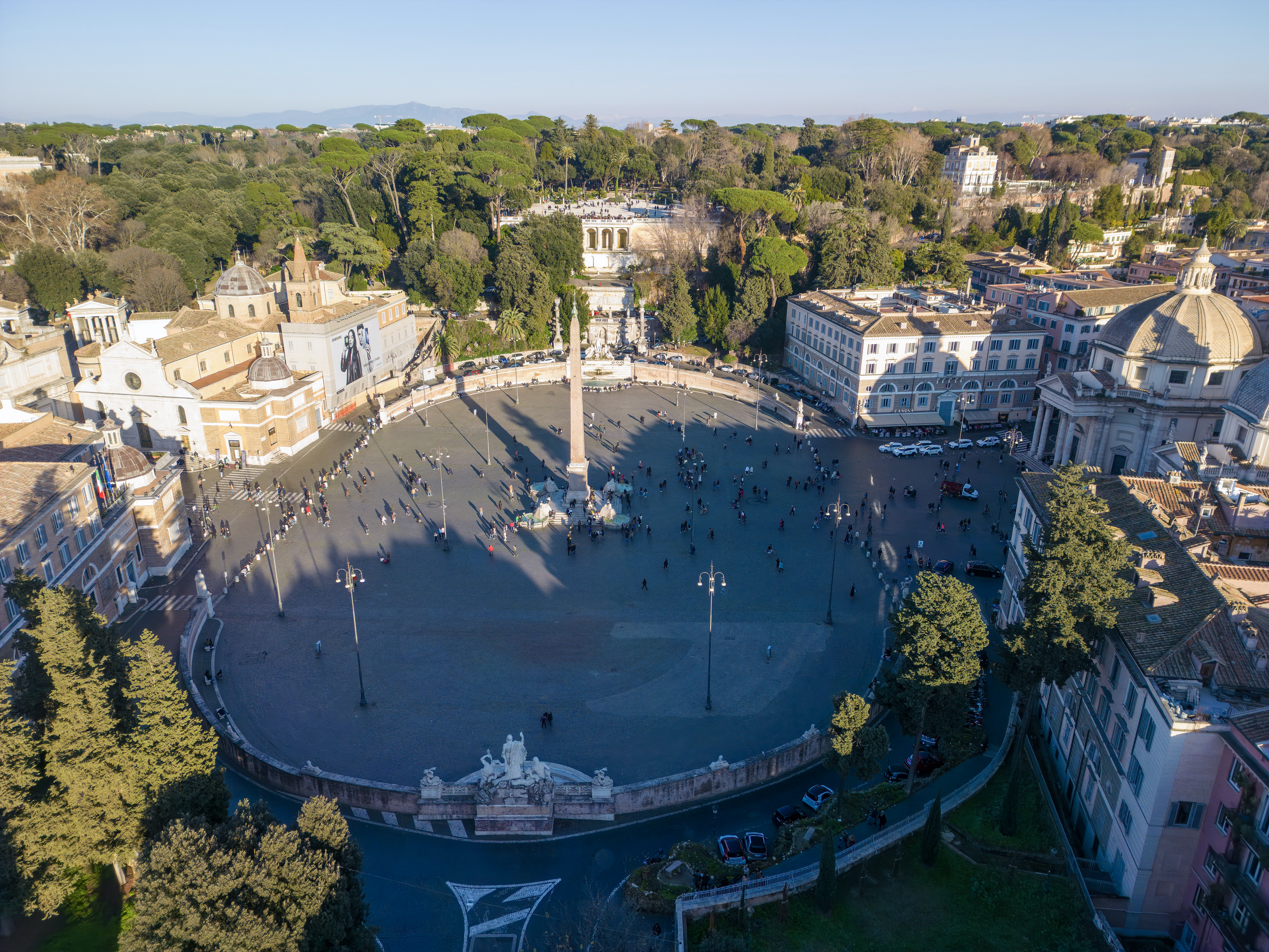
Piazza del Popolo van Pincio (blik op het westen)

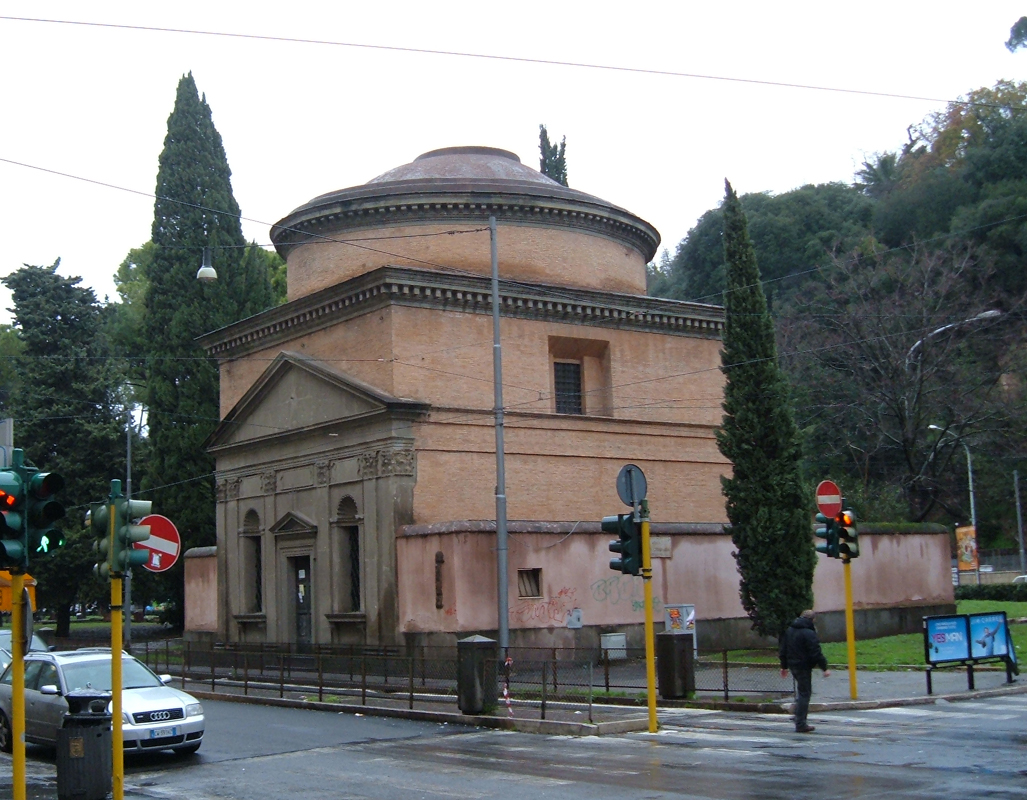
Sant'Andrea in Via Flaminia was de eerste kerk met een elliptische koepel

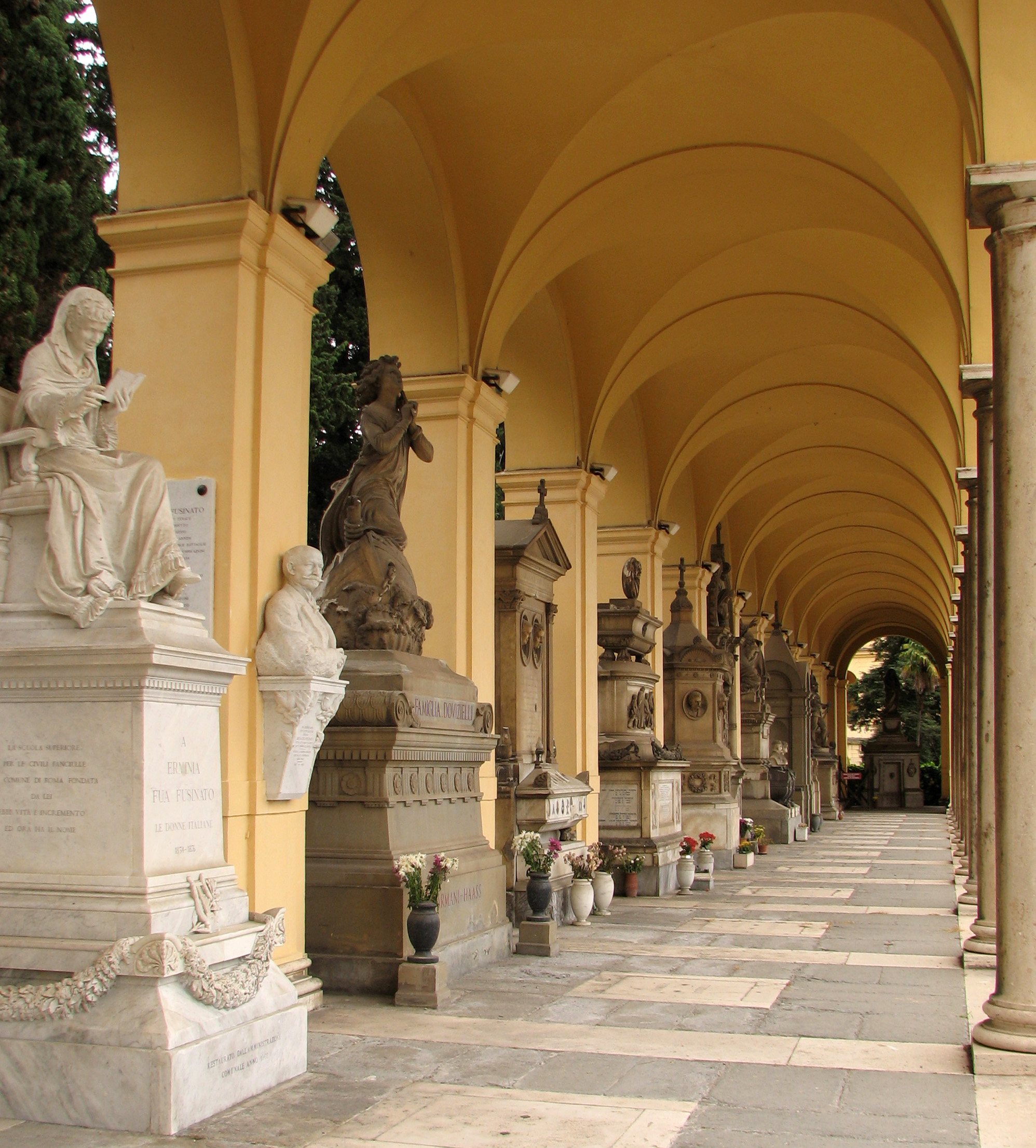
Praalgraven op de Begraafplaats van Verano

Giuseppe Valadier (Rome, 14 april 1762 – aldaar, 1 februari 1839) was een Italiaans architect, edelsmid, stadsbouwmeester, tekenaar, archeoloog/oudheidkundige en (aanvankelijk) musicus. Hij was een van de voornaamste vertegenwoordigers van het neoclassicisme in Italië. Zijn achternaam wordt soms als Valladier gespeld.

## Leven en werk
Giuseppe Valadier was de zoon van de edelsmid Luigi Valadier (1726-1785). Zijn zoon was Luigi Maria Valadier. Hij heeft gewerkt in Rome, Modena, Florence, Milaan, Spoleto en Sicilië.
Valadier begon zijn loopbaan als Architect van het Apostolisch Paleis (architect van de paus) onder paus Pius VI. Hij behield deze positie ook tijdens de Franse bezetting van Rome tussen 1809-1814 en onder paus Pius VII. Hij heeft architectuur gedoceerd aan de Accademia di San Luca.
In 1790 had paus Pius VI Palazzo Santobono aan de Piazza Navona voor zijn neef Luigi Onesti-Braschi in bezit gekregen en onder anderen ook Valadier opdracht gegeven renovatieplannen te maken. De paus koos echter niet voor het ontwerp van Valadier en liet Cosimo Morelli de verbouwing in een renaissancistische stijl uitvoeren. Dit paste bij de culturele en politieke bedoelingen van de paus, wat mede verklaart waarom in Rome het neoclassicisme later dan in de rest van Europa voet aan de grond kreeg. Pas toen Valadier als architect op het hoogtepunt van zijn kunnen en zijn roem was volgde Rome de ontwikkeling in andere Europese centra.
Als architect renoveerde Valadier onder andere het Teatro Valle (1819) en de façade van San Rocco (1831). Als oudheidkundige hield hij zich van 1819-1822 bezig met het herstel van het Colosseum, de Boog van Titus en van 1829-1835 met de restauratie van de Tempel van Portunus (in het renaissance-tijdvak vaak de Tempel van Fortuna Virilis genoemd). Hij heeft de Santa Maria del Suffragio (L'Aquila) voorzien van een neoclassicistische koepel. De Sant'Andrea in Via Flaminia van Giacomo Barozzi da Vignola is door Valadier gerestaureerd. Deze restauratie heeft Valadiers ontwerp van de Santa Maria della Salute in Fiumicino, de eerste voorstad van het moderne Rome, beïnvloed. In de linker dwarsbeuk van Sant'Andrea delle Fratte staat een altaar, ontworpen door Luigi Vanvitelli en Giuseppe Valadier.
Zijn grootste verdiensten heeft Valadier gehad als stadsbouwmeester. In 1805 bepaalde hij de vernieuwing en de loop van de Via Flaminia in Rome, waarbij ook bijvoorbeeld de Milvische Brug werd gerestaureerd. In 1811 volgde het ontwerp van de Via dei Fori Imperiali die pas onder fascistisch bewind werd uitgevoerd. Hij had de leiding over de renovatie van de Piazza San Giovanni in Laterano en de vormgeving van Villa Torlonia in Rome. Als zijn belangrijkste werk wordt de vernieuwing van de Piazza del Popolo beschouwd.
Als edelsmid heeft hij onder andere zilverwerk, zoals de "York Chalice", ontworpen voor Hendrik Benedictus Stuart (1800-1801), een zilveren tafelservies voor aartsbisschop Antonio Odescalchi (1795-97), en de van kwarts en zilver vervaardigde reliekhouder voor relieken van de Heilige Kribbe voor de Santa Maria Maggiore. Valadier heeft incidenteel ook meubilair ontworpen. Hij is tevens de ontwerper van de Begraafplaats van Verano te Rome.

## Publicaties
Valadier heeft verschillende collecties van zijn ontwerpen en tekeningen gepubliceerd:
- Giuseppe Valadier, (Architectonic projects), Rome 1807
- Giuseppe Valadier, Raccolta delle più insigni fabbriche di Roma antica, Rome 1810
- Giuseppe Valadier, L'Architettura pratica: dettata nella Scuola dell'insigne Accademia di San Luca, 5 delen, Rome 1828- 1834

## Over Giuseppe Valadier
- Paolo Marconi, Giuseppe Valadier (Rome) 1964
- Alvar Gonzalez-Palacios, Il Gusto Dei Principi, 1993, nr. 366-368, (ontwerpen en wijnkoelers van de Odescalchi service)
- Valadier: Three Generations of Roman Goldsmiths: An exhibition of drawings and works of art. London: Artemis Group/David Carritt Limited 1991

- Bibliothèque nationale de France: cb12392735w (data)
- Gemeinsame Normdatei: 118803689
- International Standard Name Identifier: 0000 0000 6630 0824
- Library of Congress Control Number: n80024279
- Nationale Bibliotheek van Israël: 987007528067205171
- Nederlandse Thesaurus van Auteursnamen: 071388257
- RKD-Nederlands Instituut voor Kunstgeschiedenis: 78972
- Istituto Centrale per il Catalogo Unico: RAVV071192
- SNAC: w6pg243m
- Système universitaire de documentation: 085937681
- Union List of Artist Names: 500018642
- Virtual International Authority File: 59167977
- WorldCat: E39PBJktv7DkvfjfCdMWhMCRKd